# Эвкалипт Робертсона
Эвкалипт Робертсона (лат. Eucalyptus robertsonii) — вечнозелёное дерево, вид рода Эвкалипт (Eucalyptus) семейства Миртовые (Myrtaceae).

## Распространение и экология
В природе ареал охватывает юго-восток Австралии — плоскогорья Нового Южного Уэльса и Виктории в поясе от 900 до 1200 м над уровнем моря.
Молодые растения без повреждения переносят понижения температуры до -10 °C, при продолжительных морозах в 11—12 °C сильно страдают и даже отмерзают до корня. Единичные молодые растения, выращенные из местных семян, сохраняются и при этих морозах.
Растёт относительно медленно. На богатых, умеренно влажных легких наносных почвах достигает в 10 лет высоты в 10—13 м, а на бедных сухих и глинистых склонах в том же возрасте лишь 2—3 м высоты.

## Ботаническое описание
Дерево высотой до 55 м, при диаметре ствола 1,8 м.
Кора грубая, волокнистая, остается на стволе и крупных ветвях.
Молодые листья супротивные, в большом количестве пар, от узко до широко ланцетных, тускло-сизые, длиной 1,5—6 см, шириной 1—3 см. Промежуточные листья очерёдные, от узко до широко ланцетных, часто серповидно изогнутые, заострённые, скошенные или округлые у основания, бледно-сизые, длиной 3—10 см, шириной 1—4 см. Взрослые — очерёдные, от узко до широко ланцетных, длиной 7—17 см, шириной 1,5—3 см, слабо-сизые.
Зонтики пазушные, 9—21-цветковые; ножка сжатая длиной 5—10 мм; бутоны на ножках, булавовидные, длиной 6—7 мм, диаметром 3—4 мм, сизоватые; крышечка коническая или клювовидная, длиннее и шире трубки цветоложа; пыльники сросшиеся, почковидные.
Плоды булавовидные или грушевидные, длиной 5—7 мм, диаметром 5—6 мм, на ножках, усечённые, обычно слабо морщинистые; диск косой, очень маленький; створки вдавленные.
На родине цветёт в ноябре — январе; на Черноморском побережье Кавказа — июне — июле.

## Значение и применение
Древесина белая, умеренно лёгкая, крепкая, хорошо противостоит гниению; используется как строительный материал.
Из листьев добывают ценное эфирное масло, самое богатое по содержанию цинеола (до 80%).

## Классификация

### Представители
В рамках вида выделяют несколько подвидов:
- Eucalyptus robertsonii subsp. hemisphaerica L.A.S.Johnson & K.D.Hill
- Eucalyptus robertsonii subsp. robertsonii

### Таксономия
Вид Эвкалипт Робертсона входит в род Эвкалипт (Eucalyptus) подсемейства Миртовые (Myrtoideae) семейства Миртовые (Myrtaceae) порядка Миртоцветные (Myrtales).
|  |                                      |  |                                                             |                                                             |                    |  | ещё 13 семейств (согласно Системе APG II) | ещё 13 семейств (согласно Системе APG II)    |                                              |  |  |  | ещё 130 родов       | ещё 130 родов           |  |  |
|  |                                      |  |                                                             |                                                             |                    |  | ещё 13 семейств (согласно Системе APG II) | ещё 13 семейств (согласно Системе APG II)    |                                              |  |  |  | ещё 130 родов       | ещё 130 родов           |  |  |
|  |                                      |  |                                                             | порядок Миртоцветные                                        |                    |  |                                           |                                              | подсемейство Миртовые                        |  |  |  |                     | вид Эвкалипт Робертсона |  |  |
|  |                                      |  |                                                             | порядок Миртоцветные                                        |                    |  |                                           |                                              | подсемейство Миртовые                        |  |  |  |                     | вид Эвкалипт Робертсона |  |  |
|  | отдел Цветковые, или Покрытосеменные |  |                                                             |                                                             | семейство Миртовые |  |                                           |                                              | род Эвкалипт                                 |  |  |  |                     |                         |  |  |
|  | отдел Цветковые, или Покрытосеменные |  |                                                             |                                                             |                    |  |                                           |                                              |                                              |  |  |  |                     |                         |  |  |
|  |                                      |  | ещё 44 порядка цветковых растений (согласно Системе APG II) | ещё 44 порядка цветковых растений (согласно Системе APG II) |                    |  |                                           | ещё 1 подсемейство (согласно Системе APG II) | ещё 1 подсемейство (согласно Системе APG II) |  |  |  | ещё более 700 видов |                         |  |  |
|  |                                      |  |                                                             | ещё 44 порядка цветковых растений (согласно Системе APG II) |                    |  |                                           |                                              | ещё 1 подсемейство (согласно Системе APG II) |  |  |  |                     |                         |  |  |